# 制服の処女 (1931年の映画)
『制服の処女』（せいふくのしょじょ、独: Mädchen in Uniform）は、1931年に製作・公開されたドイツの映画である。

## 概要
クリスタ・ヴィンスローエの戯曲『昨日と今日』を原作とし、カール・フレーリッヒの総指揮のもと、女性の舞台監督であったレオンティーネ・ザガンの初の映画監督作品として制作された。主演のドロテア・ヴィーク、ヘルタ・ティーレをはじめ、主要なキャストはほとんど女優によって占められている。
日本では東和商事の川喜多かしこが新婚旅行中のドイツで観劇して気に入り買い付けすることになり、1933年（昭和8年）に『制服の処女』の題名で公開され大ヒットとなり、その年のキネマ旬報ベストテンの第1位となった
1951年にメキシコで、1958年には当時の西ドイツとフランスの合作により再映画化されている。

## キャスト
- エリーザベト・フォン・ベルンブルク先生：ドロテア・ヴィーク
- マヌエラ・フォン・マインハルディス：ヘルタ・ティーレ

## スタッフ
- 監督：レオンティーネ・ザーガン
- 監修：カール・フレーリッヒ
- 製作：カール・フレーリッヒ、フリードリヒ・プフルークハウプト
- 脚本：クリスタ・ヴィンスローエ、フリードリヒ・ダンマン
- 音楽：ハンソム・ミルデ＝マイスナー
- 撮影：ライマー・クンツェ、フランツ・ヴァイマイル
- 編集：オズヴァルト・ハーフェンリヒター
- 美術：フリッツ・モーリシャット、フリードリヒ・ヴィンクラー＝タンネンベルク

## 映画賞受賞
- ヴェネツィア国際映画祭完璧な技術賞
- 1933（昭和8）年度キネマ旬報ベストテン1位